# Владимир Холан
Владимир Холан (на чешки: Vladimír Holan) е значим чешки поет-лирик от 20 век.
Започва да пише през 1926 г. Автор е на 14 книги.
По време на окупацията на неговата родина той е против национализма и след освобождението е голям привърженик на Съветския съюз.
Въпреки това неговите произведения са забранени от комунистите. Своето недоволство описва в произведението си Нощ с Хамлет. След Пражката пролет произведенията на Холан стават международно известни и са преведени на много езици.

## Произведения
- Blouznivý vějíř – 1926
- Triumf smrti – 1930
- Vanutí – 1932
- Oblouk – 1934
- Kameni, přicházíš… – 1937
- Triumf smrti – 1930, 1936, 1948
- Září' – 1938, Září 1938
- Havraním brkem – 1938, 1946
- Noc z Iliady
- Španělským dělníkům
- Sen – 1939,
- Odpověď Francii
- Záhřmotí – 1940
- První testament – 1940
- Zpěv tříkrálový
- Návrat Máchův
- Lemuria
- Chór
- Cestou – (1962)
- Prostě (1954)
- Tři – (1957)
- Dík Sovětskému svazu – 1945
- Panychida – 1945
- Tobě – 1947
- Rudoarmějci – 1947
- Dokument – 1949
- Mozartiana 1963
- Strach
- Noc s Hamletem – 1964, 1949 – 1956
- Noc s Ofélií 1970
- Bez názvu 1962
- Příběhy 1963
- Bolest 1965
- Na sotnách 1967
- Asklépiovi kohouta 1970
- Předposlední 1982
- Sbohem? 1982